# Regionalwahl in Ligurien 1975
Die Regionalwahl in Ligurien 1975 fand am 15. und 16. Juni statt.

## Wahlergebnis
| Listen            | Listen                                        | Stimmen   | %    | Mandate |
| ----------------- | --------------------------------------------- | --------- | ---- | ------- |
|                   | Partito Comunista Italiano                    | 500.395   | 38,4 | 16      |
|                   | Democrazia Cristiana                          | 396.265   | 30,4 | 13      |
|                   | Partito Socialista Italiano                   | 175.655   | 13,5 | 5       |
|                   | Partito Socialista Democratico Italiano       | 71.362    | 5,5  | 2       |
|                   | Movimento Sociale Italiano – Destra Nazionale | 60.385    | 4,6  | 2       |
|                   | Partito Liberale Italiano                     | 51.629    | 4,0  | 1       |
|                   | Partito Repubblicano Italiano                 | 45.257    | 3,5  | 1       |
|                   | Unità Popolare                                | 3.292     | 0,3  | –       |
| Gesamt            | Gesamt                                        | 1.304.240 | 100  | 40      |
|                   |                                               |           |      |         |
| Ungültige Stimmen | Ungültige Stimmen                             | 48.044    | 3,6  |         |
| Wähler            | Wähler                                        | 1.352.284 | 93,0 |         |
| Wahlberechtigte   | Wahlberechtigte                               | 1.454.710 |      |         |